# Flanagan (Illinois)
Flanagan es una villa ubicada en el condado de Livingston en el estado estadounidense de Illinois. En el Censo de 2010 tenía una población de 1110 habitantes y una densidad poblacional de 801,07 personas por km².

## Geografía
Flanagan se encuentra ubicada en las coordenadas 40°52′38″N 88°51′36″O / 40.87722, -88.86000. Según la Oficina del Censo de los Estados Unidos, Flanagan tiene una superficie total de 1.39 km², de la cual 1.39 km² corresponden a tierra firme y (0%) 0 km² es agua.

## Demografía
Según el censo de 2010, había 1110 personas residiendo en Flanagan. La densidad de población era de 801,07 hab./km². De los 1110 habitantes, Flanagan estaba compuesto por el 97.75% blancos, el 0.81% eran afroamericanos, el 0% eran amerindios, el 0.72% eran asiáticos, el 0% eran isleños del Pacífico, el 0.18% eran de otras razas y el 0.54% pertenecían a dos o más razas. Del total de la población el 1.8% eran hispanos o latinos de cualquier raza.